# Agrostis torreyana
Agrostis torreyana é uma espécie de gramínea do gênero Agrostis, pertencente à família Poaceae.